# VM i skiskydning 2012
Verdensmesterskaberne i skiskydning 2012 var det 45. VM i skiskydning arrangeret af IBU. Mesterskabet blev afviklet i Ruhpolding i Tyskland i perioden 29. februar – 11. marts 2012. Ruhpolding var også VM-vært i 1979, 1985 i 1996.

## Medaljevindere

### Mænd
| Disciplin            | Guld                                                                             | Guld      | Sølv                                                                               | Sølv      | Bronze                                                                       | Bronze    |
| -------------------- | -------------------------------------------------------------------------------- | --------- | ---------------------------------------------------------------------------------- | --------- | ---------------------------------------------------------------------------- | --------- |
| Sprint (10 km)       | Martin Fourcade                                                                  | 24:18,6   | Emil Hegle Svendsen                                                                | 24:33,7   | Carl Johan Bergman                                                           | 24:36,3   |
| Jagtstart (12,5 km)  | Martin Fourcade                                                                  | 33:39,4   | Carl Johan Bergman                                                                 | 33:44,6   | Anton Sjipulin                                                               | 34:01,5   |
| Distance (20 km)     | Jakov Fak                                                                        | 46:48,2   | Simon Fourcade                                                                     | 46:55,2   | Jaroslav Soukop                                                              | 47:00,5   |
| Samlet start (15 km) | Martin Fourcade                                                                  | 38:25,4   | Björn Ferry                                                                        | 38:28,4   | Fredrik Lindström                                                            | 38:28,8   |
| Stafet (4 × 7,5 km)  | Norge · Ole Einar Bjørndalen · Rune Brattsveen · Tarjei Bø · Emil Hegle Svendsen | 1:17:26,8 | Frankrig · Jean-Guillaume Beatrix · Simon Fourcade · Alexis Bœuf · Martin Fourcade | 1:17:56,5 | Tyskland · Simon Schempp · Andreas Birnbacher · Michael Greis · Arnd Peiffer | 1:18:19,8 |

### Kvinder
| Disciplin              | Guld                                                                         | Guld      | Sølv                                                                                | Sølv      | Bronze                                                                          | Bronze    |
| ---------------------- | ---------------------------------------------------------------------------- | --------- | ----------------------------------------------------------------------------------- | --------- | ------------------------------------------------------------------------------- | --------- |
| Sprint (7,5 km)        | Magdalena Neuner                                                             | 21:07,0   | Darja Domratjeva                                                                    | 21:22,2   | Vita Semerenko                                                                  | 21:44,6   |
| Jagtstart (10 km)      | Darja Domratjeva                                                             | 29:39,6   | Magdalena Neuner                                                                    | 30:04,7   | Olga Viluchina                                                                  | 30:55,0   |
| Distance (15 km)       | Tora Berger                                                                  | 42:30,0   | Marie-Laure Brunet                                                                  | 43:26,4   | Helena Ekholm                                                                   | 43:41,1   |
| Samlet start (12,5 km) | Tora Berger                                                                  | 35:41,6   | Marie-Laure Brunet                                                                  | 35:49,7   | Kaisa Mäkäräinen                                                                | 35:54,3   |
| Stafet (4 × 6 km)      | Tyskland · Tina Bachmann · Magdalena Neuner · Miriam Gössner · Andrea Henkel | 1:09:33,0 | Frankrig · Marie-Laure Brunet · Sophie Boilley · Anaïs Bescond · Marie Dorin Habert | 1:10:01,5 | Norge · Fanny Welle-Strand Horn · Elise Ringen · Synnøve Solemdal · Tora Berger | 1:10:12,5 |

### Mixed
| Disciplin                   | Guld                                                                                | Guld      | Sølv                                                                | Sølv      | Bronze                                                                          | Bronze    |
| --------------------------- | ----------------------------------------------------------------------------------- | --------- | ------------------------------------------------------------------- | --------- | ------------------------------------------------------------------------------- | --------- |
| Stafet (2 × 6 + 2 × 7,5 km) | Norge · Tora Berger · Synnøve Solemdal · Ole Einar Bjørndalen · Emil Hegle Svendsen | 1:12:29,3 | Slovenien · Andreja Mali · Teja Gregorin · Klemen Bauer · Jakov Fak | 1:12:49,5 | Tyskland · Andrea Henkel · Magdalena Neuner · Andreas Birnbacher · Arnd Peiffer | 1:13:02,1 |

### Medaljetabel
| Plac. | Land         | Guld | Sølv | Bronze | Total |
| ----- | ------------ | ---- | ---- | ------ | ----- |
| 1.    | Norge        | 4    | 1    | 1      | 6     |
| 2.    | Frankrig     | 3    | 5    | 0      | 8     |
| 3.    | Tyskland     | 2    | 1    | 2      | 5     |
| 4.    | Hviderusland | 1    | 1    | 0      | 2     |
| 4.    | Slovenien    | 1    | 1    | 0      | 2     |
| 6.    | Sverige      | 0    | 2    | 3      | 5     |
| 7.    | Rusland      | 0    | 0    | 2      | 2     |
| 8.    | Finland      | 0    | 0    | 1      | 1     |
| 8.    | Tjekkiet     | 0    | 0    | 1      | 1     |
| 8.    | Ukraine      | 0    | 0    | 1      | 1     |